# Santo Onofre (Caldas da Rainha)
Santo Onofre is een plaats (freguesia) in de Portugese gemeente Caldas da Rainha en telt 10 775 inwoners (2001).